# Russarö
Russarö oder Båklandet ist eine südlich von Hanko gelegene Insel in Finnland. Auf der Insel befindet sich der 1863 erbaute Leuchtturm Russarö und eine Wetterwarte des Finnischen Meteorologischen Instituts.

## Name
Mit Russarö und Båklandet hat die Insel nur offizielle schwedische Namen, so wie das gesamte Südwestfinnland bis heute stark schwedischsprachig ist und schwedische Ortsnamen neben den finnischen offiziell gleichberechtigt verwendet werden, z. B. für die Halbinsel Hangö udd (finnisch Hankoniemi) oder die Hafenstadt Hangö (finnisch Hanko).
Der Name Båklandet, früher auch Båkholmen (beide etwa „(die) Bakeninsel“), enthält das schwedische Substantiv båk, das sprachhistorisch mit deutsch Bake verwandt ist. Die Wörter land(et) und holm(en) bezeichnen eine Insel. Die Schreibung Båck Holmen wurde 1725 zuerst belegt.
Die sprachhistorische Deutung des Namens Russarö ist schwieriger. Er wurde in den Schreibungen Rusor, Rossaar (1644) und Russor (1723) zuerst belegt, und die Ergänzung von -ö (schwedisch für „Insel“) erfolgte erst danach. Der Name geht wahrscheinlich auf die rekonstruierte ostseefinnische Form * Ruuhisaari zurück. Finnisch saari bezeichnet eine Insel, aber die Bedeutung des Bestimmungswortes im Namen ist nicht endgültig geklärt.

## Leuchtturm Russarö
Der Leuchtturm Russarö (schwedisch Russarö fyr, finnisch Russarön majakka; früher auch schwedisch Hangöudds båk) kennzeichnet die Hafenzufahrt nach Hanko. Er wurde (in seiner heutigen Form) 1863 errichtet. Aber bereits seit 1752 befand sich auf Russarö ein Leuchtfeuer.

## Kriegsgeschichte

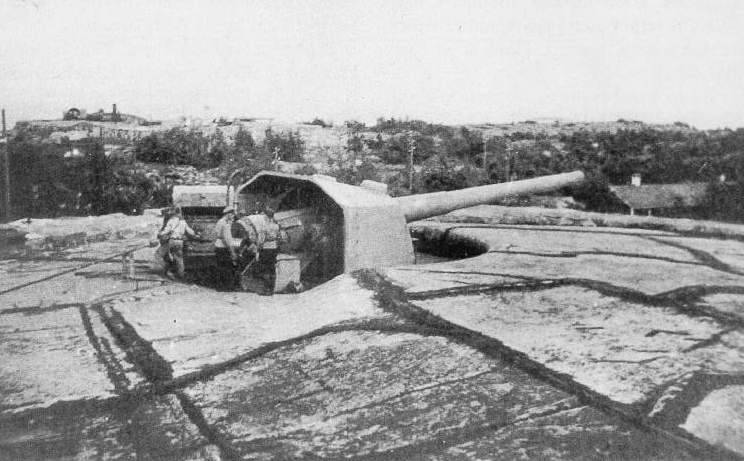
Ein 23,4-cm-Küstengeschütz auf Russarö in den 1930er Jahren

Im Rahmen der Finnland-Intervention lagen am 3. April 1918 die deutschen Großlinienschiffe Posen und Westfalen vor Russarö und kaiserliche Truppen besetzten die Signalstation der Insel.
Während des Winterkrieges griffen am 1. Dezember 1939 der sowjetische Kreuzer Kirow und die Zerstörer Stremitelnyi und Smetliwyi die Küstenbefestigung auf Russarö an. In einem kurzen Feuerwechsel wurden Stremitelnyi und Kirow getroffen und der sowjetische Verband zog sich aus dem Gefecht zurück. 17 Mann der Besatzung der Kirow starben, 30 weitere wurden verwundet.

## Zugänglichkeit
Die Insel Russarö wird von den finnischen Streitkräften genutzt und ist an festgelegten Tagen nur eingeschränkt für die Öffentlichkeit zugänglich. Der Zugang ist finnischen Staatsbürgern vorbehalten.

## Båklandets vackra Maja
Das Lied Båklandets vackra Maja (schwedisch „Die schöne Maja von Båklandet“)  bezieht sich auf die Insel Russarö. Der finnlandschwedische Text stammt vom Dichter Arvid Mörne und wurde 1899 zuerst veröffentlicht. Die Volksschullehrerin und Komponistin Hanna Hagbom vertonte ihn Anfang des 20. Jahrhunderts und schuf damit eine im gesamten Norden populär gewordene Volksweise.